# Javier Tantaleán Vanini
Javier Tantaleán Vanini fue un militar, diplomático y político peruano, ministro de pesquería durante el gobierno de Juan Velasco Alvarado y líder de "La Misión", grupo de orientación conservadora dentro del Gobierno Revolucionario de las Fuerzas Armadas.

## Biografía
Durante el golpe de Estado de 1968 protagonizado por el general Juan Velasco Alvarado, Tantaleán se encontraba en Chile, permaneciendo en dicho país hasta 1970 cuando fue designado como ministro de pesquería. Fue ministro de pesquería durante los años 1970 y 1975. Durante su mandato como ministro, se creó el Movimiento Laboral Revolucionario (MLR), al cual respaldó. En 1971, fue invitado a la República Popular China (RPCh) por Bai Xiangguo, ministro de comercio exterior chino, lo que permitió el establecimiento de relaciones entre el Perú y la RPCh y por consiguiente la ruptura con la ROC.
Durante el régimen velasquista, fue uno de los hombres fuertes de Velasco Alvarado liderando el grupo conocido como "La Misión" cuya propuesta era el control de los movimientos sociales a través de los servicios de inteligencia y sindicatos paralelos para contrarrestar la influencia de la izquierda política. Debido a la enfermedad de Velasco Alvarado, a partir de 1973, la influencia de Tantaleán aumentó, y con ello lo de "La Misión", lo que permitió el desplazamiento del llamado sector progresista del régimen, además de ser considerado como el sucesor de Velasco Alvarado.  El 1 de diciembre de 1974, fue víctima de un atentado cuya autoría fue señalada al personal de inteligencia de la marina y a la CIA. Luego del golpe de Estado de 1975 de Francisco Morales Bermúdez, fue encarcelado y sus cuentas y propiedades embargadas.
En 1980, se presentó a las elecciones presidenciales con la Organización Política de la Revolución Peruana (OPRP).
Falleció el 3 de julio del 2002.

## Obras
- Yo respondo (1978)[10]